# サミュエル・チェイス
サミュエル・チェイス（英: Samuel Chase、1741年4月17日 - 1811年6月19日）とは、アメリカ合衆国の合衆国最高裁判所陪席判事であり、若い頃にメリーランドの代表としてアメリカ独立宣言に署名した。確固とした連邦党員としても良く知られ、その党派的考え方が判決に影響していると言われて弾劾されたが、無罪となった。

## 生い立ちと初期の経歴
チェイスはトマス・チェイス牧師（1703年頃-1779年）とその妻マティルダ・ウォーカー（?-1744年頃）夫妻の一人息子として、メリーランドのプリンセス・アン近くで生まれた。
父のトマスはサマセット郡に移民してきた牧師であり、そこでの新しい聖職者となった。チェイスは家庭で教育を受けた。18歳の時にアナポリスに移動し、そこでジョン・ホールの下について法律の勉強をした。1761年には法廷弁護士として認められ、アナポリスで法律の実習を始めた。

## 家族および私的生活
1762年5月、トマス・ボールドウィンとその妻アグネスの娘アン・ボールドウィンと結婚した。夫妻には3人の息子と4人の娘が生まれたが、成人したのは4人だけだった。
1784年、メリーランドのイングランド銀行株を取り扱うためにイングランドに旅し、そこでバークシャーの医師サミュエル・ジャイルズの娘ハンナ・キティと出会った。二人はその年遅くに結婚し2人の娘が生まれた。

## アナポリスでの経歴
1762年、チェイスはアナポリスの討論クラブであるフォレンシック・クラブから「過度に規則に従わず不品行である」として追放された。これはチェイスの人生を取り巻く大きな論争の始まりに過ぎなかった。
1764年、チェイスはメリーランド植民地議会議員に選出され、この職を20年間続けた。
親しい友人のウィリアム・パカと共に自由の息子達のアン・アランデル郡支部を興し、また1765年の印紙法に対する反対運動を指導した。

## 大陸会議
1774年から1776年にかけてメリーランドの革命政府であるアナポリス会議の一員であった。大陸会議ではメリーランド代表となり、1775年にも再選されてアメリカ独立宣言に署名した。
大陸会議には1778年まで代表を務めた。大陸会議の地位を通じてインサイダー情報を使い小麦商品を買占めしようという目論見に関わり、その結果大陸会議には戻れなくなり評判も落とした。

## 法曹界の経歴
1786年、チェイスはボルティモアに転居し、そこでの暮らしが生涯続いた。1788年、ボルティモアの地方刑事裁判所主席判事に指名されこれを1796年まで続けた。1791年、メリーランド高等裁判所の主席判事になり、これも1796年まで続けた。
1796年1月26日、ジョージ・ワシントン大統領は合衆国最高裁判所の陪席判事にチェイスを指名した。この職はチェイスが死ぬ1811年6月19日まで続けた。

## 弾劾
チェイスは1804年遅くにアメリカ合衆国下院により弾劾条項の6か条に触れるとされたが、そのうちの幾つかはジョン・フリーズの裁判にからむことであった。他にも2か条が後に追加された。副大統領アーロン・バーの差配で民主共和党が支配するアメリカ合衆国上院が1805年初めにチェイスの弾劾裁判を始めた。
あらゆる訴因は下級巡回裁判所での裁判官としての仕事に関わっていた（当時の最高裁の判事は時に巡回裁判所でも仕事をしており、この慣習は19世紀遅くまで続いた）。陳述の中心はチェイスの政治的な偏向によって被告とその弁護団をあからさまに不公平なやり方で扱ったということであった。
1805年3月1日、上院の裁決はチェイスを無罪とし、その結果現職に留まることができた。チェイスは弾劾を受けた唯一の最高裁判事である。この無罪判決で連邦の司法制度の独立性は党派的抗争を斥けられるということを確立するために力があったと考えられている。20世紀の最高裁主席判事ウィリアム・レンキストはその著書『大審問』の中で、「判事は法廷で行ったことをもとに弾劾をうけることはないという非公式先例となった。チェイス以降に弾劾された判事は全て明白な犯罪によって告発された。」と述べた。